# Полиция Киева
Главное управление патрульной полиции г. Киева (укр. Головне управління патрульної поліції м. Києва) — территориальный орган исполнительной власти в Киеве, входящий в систему органов внутренних дел МВД Украины. Основными задачами ведомства являются обеспечение безопасности, прав и свобод граждан, пресечение и раскрытие преступлений, охрана общественного порядка.
Полицию Киева возглавляет начальник, которого назначает и отстраняет от должности президент Украины по представлению министра внутренних дел. Контроль над деятельностью полиции Киева осуществляют Министерство внутренних дел, городской голова Киева, правительство и городская рада.
В настоящее время начальником Главного управления патрульной полиции является Александр Фацевич (с 2015 г.).

## История

### Киевская городская полиция
Киевская городская полиция была создана в 1858 году, в ходе полицейской реформы.
Проведённые в середине XIX века в России реформы Александра II коснулись практически всех сторон государственной жизни.
Была начата и реформа городской полиции. Причины, вызывавшие необходимость преобразования городской полиции, были связаны с излишней многочисленностью её функций и недостаточностью финансовых ресурсов для введения необходимого количества штатных единиц, соответствующих выполнению задач поддержания общественного порядка, адекватного противостояния преступности.
В феврале 1858 года министерствам юстиции, государственных имуществ и внутренних дел Российской империи была поручена разработка предложений по реорганизации полиции. Эта же задача была поставлена и перед особым совещанием, состоявшим из губернаторов. Министр внутренних дел внёс на рассмотрение императора первоначальные предложения о преобразовании полиции которые были одобрены 4 июля 1858 года. В них говорилось о необходимости изменить состав городских полиций, соизмерив его с территорией и населением каждого города, а также с его промышленно-торговым и культурно-просветительским потенциалом. Рекомендовалось сократить число полицейских инстанций и улучшить личный состав полиции путём усиления числа нижних чинов. Предлагалось чётко и однозначно определить точные обязанности городских полиций. В предложениях особое внимание уделялось увеличению денежного содержания полицейских чинов, отнеся часть расходов на их содержание (в размере до 1,5 млн. рублей) на счёт общих государственных доходов.

### Патрульная полиция Киева

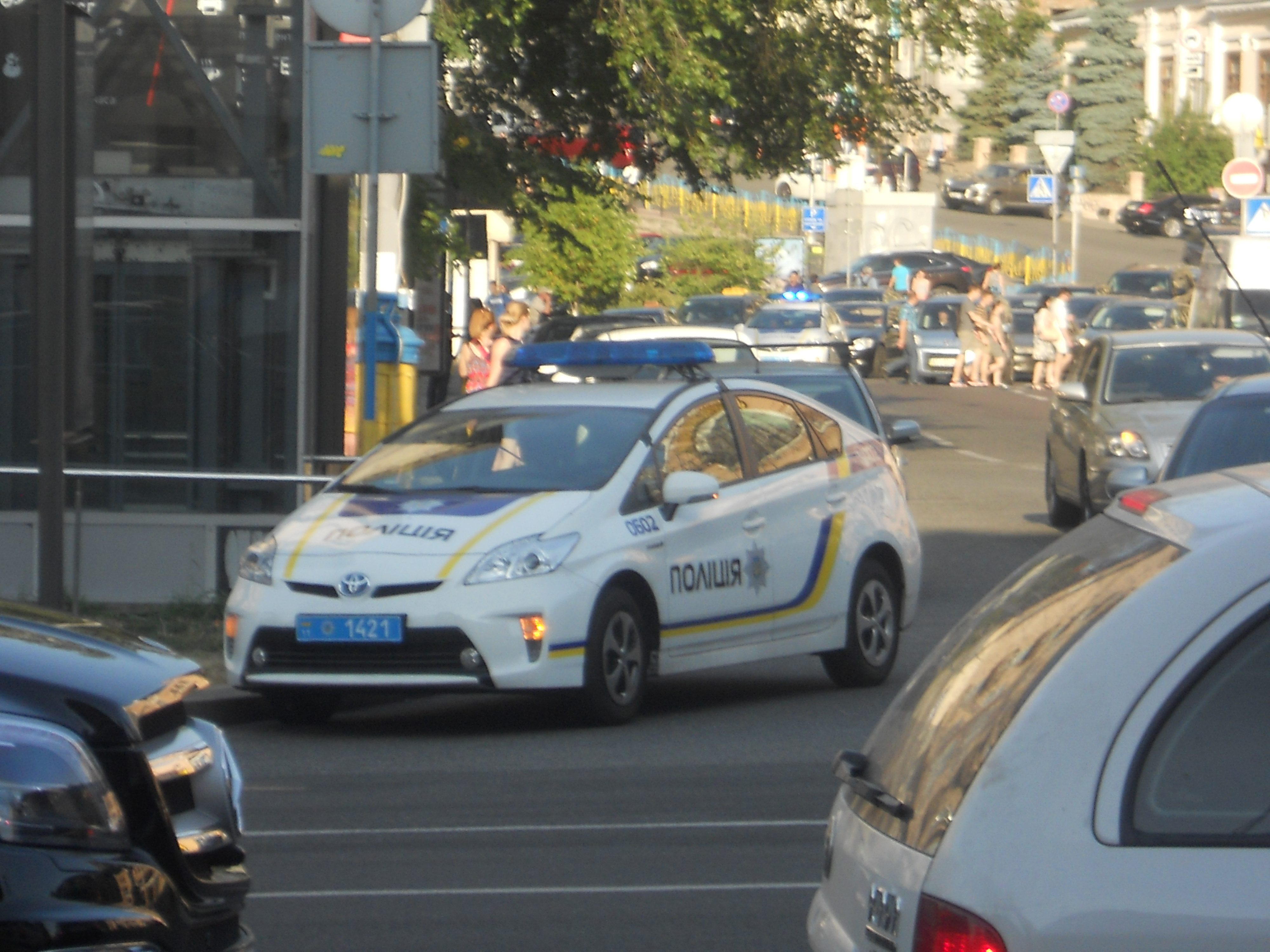
Полицейский патруль в Киеве. Июль 2015 года

Январь 2015 года начал первый этап реформированию МВД Украины. Часть реформы включает и переименование милиции в полицию.
Набор в патрульную службу Киева начался 19 января 2015 года. Претендентов отбирали до 6 февраля. 27 января началось тестирование кандидатов, желающих работать в новой полиции (патрульной службе). Киев стал пилотным городом Украины, где стартовала реформа МВД Украины. Новая патрульная служба заменила ГАИ и патрульно-постовую службу. Это часть глобальной реформы милиции, которую курирует бывший министр внутренних дел Грузии, а ныне первый заместитель министра МВД Украины Эка Згуладзе.
3 июля 2015 года министр внутренних дел Украины Арсен Аваков подписал приказ о назначении майора Александра Фацевича начальником новой патрульной полиции Киева, после чего, 4 июля на службу заступил первый батальон патрульной полиции в количестве 500 человек.
4 августа 2015 года президент Украины Петр Порошенко подписал закон «о Национальной полиции».

## Звания
- специальные звания младшего состава

1. рядовой полиции
2. капрал полиции
3. сержант полиции
4. старший сержант полиции

- специальные звания среднего состава

1. младший лейтенант полиции
2. лейтенант полиции
3. старший лейтенант полиции
4. капитан полиции
5. майор полиции
6. подполковник полиции
7. полковник полиции

- специальные звания высшего состава:

1. генерал полиции 3 ранга
2. генерал полиции 2 ранга
3. генерал полиции 1 ранга

## Руководство
Должность обер-полицмейстера введена в 1722 году, который с 1727 года подчинялся генерал-губернатору. Обер-полицмейстер руководил деятельностью полицмейстеров, отвечал за спокойствие и порядок в городе, возглавлял пожарную охрану, надзирал за торговлей, городским благоустройством и санитарным состоянием города, следил за соблюдением законов и предписаниями высших и центральных учреждений, выполнением решений судебных органов. Должность упразднена в 1905 году в связи с учреждением в Киеве градоначальства.
11 июня 2015, министр внутренних дел Украины Арсен Аваков назначил Александра Фацевича начальником главного управления патрульной полиции города Киева.